# Asociación Mutual Social y Deportiva Atlético de Rafaela
La Asociación Mutual Social y Deportiva Atlético de Rafaela, más conocido como Atlético Rafaela, es una institución deportiva de Argentina ubicada en la ciudad de Rafaela, en la provincia de Santa Fe. Fue fundada el 13 de enero de 1907. Sus actividades principales son el fútbol profesional y el automovilismo. Actualmente participa en el Torneo Federal A, la tercera categoría del fútbol argentino.
Los colores que identifican al club son el celeste y el blanco, con detalles dorados, con los cuales fueron diseñados el escudo y la casaca deportiva. El club es popularmente conocido en Argentina como «La Crema» o «Rafaela», por lo cual sus hinchas son apodados cremosos/celestes. Su estadio es el Estadio Nuevo Monumental, el cual se ubica en la ciudad de Rafaela, en el barrio Alberdi marcado por las calles Urquiza, Primera Junta, Víctor Manuel y Dentesano. Es popularmente conocido como «Monumental de Barrio Alberdi» y cuenta con una capacidad de 20 660 espectadores.
De su cantera han salido importantes jugadores como Gustavo Alfaro, Gabriel Schürrer, Marcelo Barovero, Marcelo Asteggiano, Ezequiel Medrán, Lucas Aveldaño, César Carignano, Guillermo Sara, Fabricio Fontanini, Lucas Bovaglio, Juan Domingo Rocchia, Juan José Meissen, Axel Werner, Lucas Albertengo, Giuliano Galoppo.
Además, en la institución se practican otras disciplinas como baloncesto, hockey femenino, gimnasia artística y deportiva, Tenis, patín, voleibol, frontón, escuela de baile, natación, escuela de ajedrez, tiro al hélice, enduro y colonia de verano . 
El 13 de enero de 2007 se cumplió el Centenario del nacimiento del club. Ese año, luego de terminar tercero en la temporada 2008/09 de la Primera B Nacional, debió jugar la promoción para ascender a Primera División frente a Gimnasia y Esgrima La Plata, ganando el primer partido en condición de local por 3-0 y perdiendo el segundo partido 3-0, por lo que Gimnasia La Plata mantuvo la categoría con un global de 3-3 gracias a la ventaja deportiva.
El 24 de mayo de 2014 disputó un partido de desempate con Colón, por la permanencia en la Primera División, tras el cual conseguiría mantener la categoría luego de imponerse por 1-0, provocando el descenso del elenco de la capital santafesina.
Históricamente su clásico rival es 9 de Julio de Rafaela, aunque hace muchos años que no compiten debido a que se encuentran en diferentes categorías. Su último enfrentamiento fue por la Copa Santa Fe 2022, se enfrentaron en la edición de semifinales donde 9 de julio logró el triunfo con un agónico gol en la última pelota del partido Las últimas etapas de Atlético en la Primera B Nacional, disputó algunos encuentros con gran rivalidad frente a Ben Hur, también de Rafaela, debido a que este último había ascendido a dicha categoría. Actualmente ambos equipos están en distintas divisiones.

## Historia

### El nacimiento (1907-1914)

#### Origen del nombre
No hay antecedentes disponibles respecto al nombre, sin embargo, en la asamblea del 9 de febrero de 1907 la Comisión Directiva convoca a una nueva Asamblea en la que se decide el nombre «Club Atlético Argentino de Rafaela», además de los colores de la casaca. El nombre se mantuvo en las actas hasta el 4 de mayo de 1909, mientras que en 1910, Eduardo Chiarella diseña el escudo de la institución.
En el acta del 20 de enero de 1914 aparece por primera vez Club Atlético de Rafaela, mientras que el 3 de mayo de 1915 se aprobó modificar el artículo 1.º de los estatutos donde se constituye una sociedad atlética bajo la denominación «Club Atlético de Rafaela».
El primer partido del equipo fue ante Atlético de Gálvez el 3 de mayo de 1907 con triunfo para el visitante por 2 a 1; el conjunto del equipo Rafaelino estuvo conformado por J. Buffa, Belisario Bellotti, Mario Claverie, Alberto Santucci, Atilio Brambilla, Luis Sanguinetti, Ermindo Bertolaccini, José Dardati, Roque Riva, Felipe Perch, F. Podio y los hermanos Audri.
El 24 de junio de 1931, tres dirigentes: Julio César Carnelli, de Colón; Luis Anello, de Unión y Fernando Albornoz, de Gimnasia y Esgrima, reunidos en la sede de este último, resolvieron fundar una sociedad civil denominada Liga Santafesina de Fútbol.
Además, decidieron incorporase Almirante Brown y Ferrocarril Santa Fe con todos los derechos de los fundadores. Con estos cinco equipos se constituyó la primera división A y el 19 de julio de 1931 ya se iniciaron los torneos oficiales, incorporándose también Atlético de Rafaela.

#### El Primer título de la Liga
Su primer título lo alcanza en 1946, con 13 triunfos, 4 empates y 5 derrotas en 22 partidos; tuvo 83 goles a favor y 40 en contra, con un promedio de alrededor de 4 goles por partido. [cita requerida]

### El camino al fútbol de la AFA
Desde 1977, la liga rafaelina empezó a participar del Torneo Regional, torneo que organizaba el Consejo Federal de la AFA desde 1967 que otorgaba a sus ganadores plazas para el Campeonato Nacional de la Primera División.
Tras su éxito en la liga, el 1 de noviembre de 1981, Atlético de Rafaela hizo su debut en el Torneo Regional, venciendo por 1 a 0 a Santa Paula de Gobernador Gálvez. En aquel torneo, quedó a un paso de la final por la plaza al Campeonato Nacional, al caer ante Renato Cesarini por 3 a 0 en el global.
En el Torneo Regional de 1982/83 realizó su mejor campaña al lograr llegar a la final por la plaza al Campeonato Nacional. Luego de vencer a Renato Cesarini por 1 a 0 en Rafaela, terminó cayendo por igual marcador en Rosario y quedó apartado del sueño de llegar a la máxima categoría al perder el sorteo.
A fines de 1983, disputó su último torneo, quedando fuera de la final tras empatar por 3 a 3 con Racing de Reconquista.

### En el Torneo del Interior
El año 1988 el equipo ganó el campeonato clasificatorio de la Liga Rafaelina y se adjudicó el 50 % restante de los derechos para participar del torneo del interior 1988/1989. El otro 50% ya lo tenía depositado luego de una definición histórica con tres finales ante 9 de Julio en 1987.
El 2 de octubre de 1988 en la ciudad de Esperanza y a pocos kilómetros de Rafaela, Atlético inició su participación en el torneo del interior con el que alcanzaría el ascenso al Nacional B de manera invicta con 17 victorias y 7 empates (con 58 goles a favor y 12 en contra). Acá se suman refuerzos provenientes de otros clubes rafaelinos como Walter Gómez y Osvaldo Mazo de 9 de Julio y Segovia perteneciente a Sportivo, y el zaguero Pablo de las Mercedes Cárdenas. El cuadro estuvo al mando de Eduardo Gentile en los primeros encuentros para pasar luego a Horacio Bongiovanni.

#### El ascenso al Nacional B
El equipo viajó a Jujuy tras su triunfo por 3-1 conseguido en Rafaela el 28 de mayo; en el partido venció al Atlético Ledesma 3 a 0 el 4 de junio de 1989, con lo pudo ascender al Nacional B dirigidos por Horacio Bongiovanni.
El debut fue el 12 de agosto en Buenos Aires en la cancha de Platense frente al Deportivo Armenio con un empate 1 a 1, gol convertido por Marcelo Fuentes. El 20 de agosto de 1989, un domingo gris, frío y lluvioso, por la segunda fecha llegaba a Rafaela, Banfield y el Monumental de Barrio Alberdi estaba de estreno no solo porque Atlético debutaba como local sino que además se inauguraban dos tribunas, una con capacidad para más de 3500 personas, la misma se asomaba sobre la vereda de la calle Urquiza y otra estaba del lado opuesto sobre la calle Víctor Manuel dando lugar a unas 1500 personas. Ese mismo año también se ampliaron los sectores de plateas, palcos y las cabinas de transmisión para la prensa.
El partido terminó 2-2 con un grito de Marcelo fuentes y otro de Pucheta.

### 2003-2004: Camino a Primera División
Tras 14 años jugando en la Primera B Nacional, Atlético logró el ascenso a Primera División tras alcanzar el primer lugar en el Torneo 2002/03. En el Torneo Apertura 2003 el equipo obtuvo escasos 17 puntos en 19 partidos, que lo dejaban muy complicado en su objetivo de asegurar la permanencia y lo obligaban a hacer una muy buena campaña en el resto de la temporada si quería quedarse en Primera. En el Torneo Clausura 2004, luego de un arranque dubitativo, enderezó el rumbo y consiguió 26 puntos en los 19 partidos del torneo. Esto le alcanzó para evitar el descenso directo. Pero debió jugar una promoción para no descender. El rival fue Huracán de Tres Arroyos. El equipo mostró un bajón en su rendimiento y perdió los dos partidos de la promoción, lo que desembocó en la pérdida de la categoría y la vuelta al Nacional B.
El 13 de enero de 2007 se cumplió el Centenario del nacimiento del club.

### 2004 a 2011: B Nacional y promociones con Primera División
Desde la temporada 2004/05 hasta la temporada 2009/10, siempre en la Primera B Nacional, el club en general se mantuvo cerca de puestos de ascenso, promoción o disputa de reducido. Luego de terminar 3.º en la temporada 2008/09 de la Primera B Nacional, disputó la promoción para ascender a Primera División frente a Gimnasia La Plata, ganando el primer partido en condición de local por 3-0, con un triplete de Aldo Visconti. La revancha se jugó el 12 de julio de 2009 en La Plata, perdiendo Atlético por el mismo resultado y quedándose en el umbral del ascenso, porque la igualdad de goles en el resultado global favorecía al equipo que debía conservar la categoría. En el final de la siguiente temporada, el equipo logró llegar otra vez a la promoción, y su rival era de nuevo Gimnasia y Esgrima La Plata. En el partido de local, Rafaela ganó 1 a 0, sin embargo en el de vuelta, cayó 1-3 en el estadio de Gimnasia.

### 2011: Regreso a Primera División
El 21 de mayo de 2011, el equipo dirigido por Carlos Trullet vuelve a la Primera División tras 7 años. Terminó el Apertura 2011 en el décimo puesto, logrando así la mejor campaña de Rafaela en Primera. Tras el Clausura 2012 logró por primera vez en su historia jugar dos temporadas consecutivas en Primera, logrando la permanencia con una victoria por 3 a 1 a Godoy Cruz Antonio Tomba.

### Torneo Inicial 2012
Rafaela arrancó el torneo empatando 1-1 contra Racing Club con su nuevo DT Rubén Forestello, pero en la fecha 16 perdió 1-0 con San Lorenzo de Almagro en condición de Visitante, causando la renuncia del DT. En su lugar entró Víctor Bottaniz pero solo por 2 partidos, derrotando por 2-0 a Colón y perdiendo con Newell's por 3-0. En su lugar entró Burruchaga, la ex estrella de la selección argentina en el mundial 86 y 90, perdiendo 0-3 con Vélez Sarsfield y terminando en la posición número 13.

### Torneo Final 2013
Rafaela arrancó el torneo ganando 3-0 a Racing Club y terminando en el puesto 11 luego de la última fecha al perder por 2-1 con Vélez Sarsfield. En este torneo destacan las victorias 3-0 a Racing, ya mencionada, la victoria 2-0 a Independiente, el empate 1-1 a Boca Juniors y el empate 0-0 con San Lorenzo de la mano de Jorge Burruchaga.

### Torneo Inicial 2013
Rafaela arrancó el torneo empatando 1-1 con All Boys y lo finalizó en Octava posición después de empatar 1-1 con Arsenal en la última fecha, aquí destacan la derrota 4-1 con Vélez Sarsfield, la victoria 1-0 a Racing Club, el empate a 0 con River Plate y el empate a 2 con San Lorenzo.

### Torneo Final 2014
Rafaela arrancó el torneo empatando a 1 con All Boys y terminando en la posición número 16 después de ganar 1-2 a Arsenal De Sarandí. Aquí destacan la victoria 1-0 a Boca Juniors, la derrota 4-1 con Newell's y el empate 2-2 contra Racing Club.

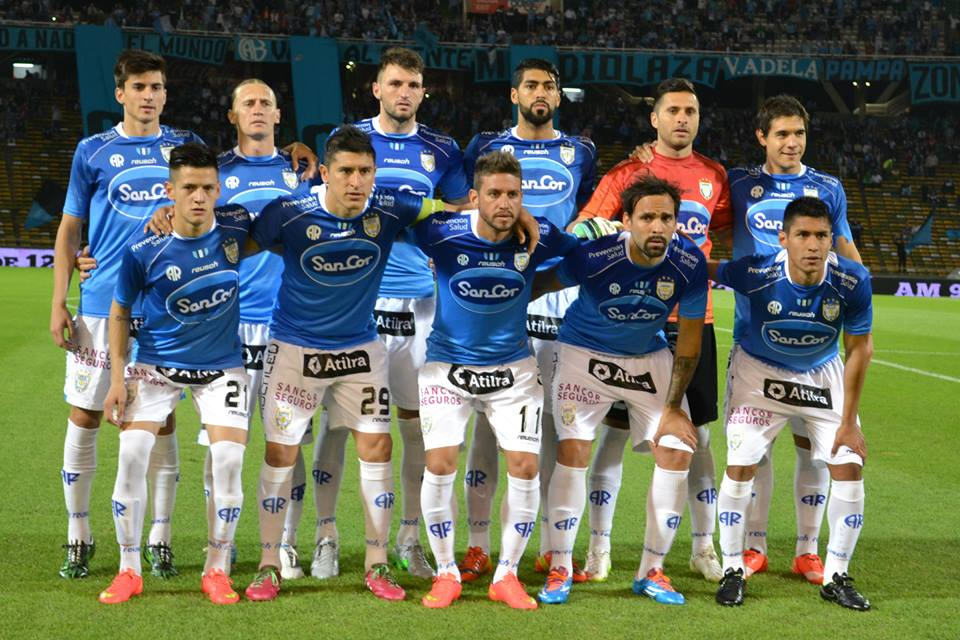
Plantel Rafaela 2014.

### Transición 2014
Atlético Rafaela arrancó el Torneo de Transición 2014 con una derrota 3-0 contra Independiente y le ganó 3-0 a Boca Juniors en condición de visitante pero terminó en el puesto 13 después de perder 1-6 con Arsenal de Sarandí.

### 2015-2017
Para el 2015 Rafaela comenzó el año perdiendo 2-0 con Argentinos Juniors bajo la dirección técnica de Roberto Sensini, quien finalmente renunció luego de empezar el torneo sin triunfos, con 5 empates y 4 caídas.
Leonardo Astrada, fue el que asumió en reemplazo de Sensini y debutó en la décima fecha con una derrota ante Colón como visitante, finalmente no renovó el vínculo que lo unía a la entidad santafesina hasta diciembre de 2015.
Rafaela en ese torneo finalizó en la posición número 29, con 4 victorias, 11 empates y 15 derrotas.
El 7 de diciembre de 2015 asumió la dirección técnica Jorge Burruchaga, siendo este es su segundo paso por la institución.[cita requerida]
En 2017 tras malas campañas, el club rafaelino perdió la categoría.[cita requerida]

### 2024: descenso a Torneo Federal A
El 13 de noviembre de 2024, tras caer por 2 a 1 ante Talleres de Remedios de Escalada, descendió por primera vez al Torneo Federal A. El desenlace se dio luego de haber finalizado en el penúltimo lugar de la Zona B de la Primera Nacional, tras haber vencido a Brown de Adrogué en el partido desempate por los últimos dos puestos, que determinaron el descenso del club de Adrogué y la oportunidad del club de Rafaela de mantener la categoría en un partido ante el mencionado club de Remedios de Escalada.
El descenso marcó su retorno al tercer nivel en la pirámide de ligas de AFA, luego de casi 35 años en las dos primeras categorías nacionales: Primera División (2003-2004 y 2011-2017) y Primera B Nacional (1989-2003, 2004-2011 y 2017-2024).

## Presidentes

### Cronología de presidentes por años
A lo largo de su historia, Atlético Rafaela ha tenido treinta y nueve presidentes. Desde 1907 con Eduardo Ripamonti hasta Eduardo Gais, 48 fueron los períodos presidenciales y siete son los hombres que gobernaron al club reiteradamente en distintos años. Hasta la actualidad Ricardo Tettamantti fue el presidente que más perduró en la institución, con 12 años de dirección ininterrumpida, entre el año 2002 hasta el 2014. Seguido de Tetamanti debemos mencionar al gran Juan R. Báscolo, el ingeniero fue presidente en total por 10 años y dos meses en los cuales la institución concretó enormes satisfacciones, entre ellas la construcción del autódromo y el monumental estadio de fútbol. Por su parte Egidio Bocco cuenta con 9 años al frente de la institución de manera ininterrumpida, desde 1981 hasta 1989.
- (1907-1910) - Eduardo Ripamontti
- (1911) - Alfredo Miles
- (1912) - Eloy Gaitán.
- (1913) - Eusebio Forns.
- (1914) - Calesancio Stoffel.
- (1915) - Virgilio Fanti.
- (1916) - Ermindo Bertolaccini.
- (1917) - Juan Pablo Fiorillo.
- (1918) - Virgilio Fanti.
- (1919 - 1921) - Octavio Zóbboli.
- (1922) - Ermindo Bertolaccini.
- (1923-1924) - Santiago Rodríguez.
- (1925) - Ermindo Bertolaccini.
- (1926) - Bernardo Strubia.
- (1927) - Santiago Rodríguez.
- (1928) - Miguel Villabrica.
- (1928) - Ernesto Remonda.
- (1929-1930) - José Gutiérrez.
- (1931) - Pablo Comtesse.
- (1932) - Carlos Casabella.
- (1933) - Rinaldo Ripamonti.
- (1934) - Juan Cagliero.
- (1935) - José Gutiérrez.
- (1936) - Carmelo Sáenz.
- (1936-1937) - Juan Báscolo.
- (1943) - Carmelo Sáenz.
- (1944) - Juvenal Viotti.
- (1945-1946) - Luis Radicci.
- (1947) - Ricardo Santi.
- (1948) - Luis Radicci.
- (1949) - Juan Cagliero.
- (1950) - Juan Báscolo.
- (1951-1954) - Juan Berzero.
- (1955-1958) - Ricardo Santi.
- (1959-1960) - Néstor Ruatta.
- (1961-1968) - Bernardo Kuschnir.
- (1969-1972) - Eduardo Ricotti.
- (1972) - Aníbal Alberto.
- (1973-1976) - David Alujes.
- (1977) - Edison Valsagna.
- (1977-1980) - Isidro Dellasanta.
- (1981-1989) - Egidio Bocco.
- (1990-1996) - Silvio Fontanet.
- (1997-2001) - Gabriel Gaggiotti.
- (2002-2014) - Ricardo Tettamantti.
- (2014-2016) - Homero Ingaramo.
- (2016-2020) - Eduardo Gays.
- (2021-2023) - Silvio Fontanini.
- (2023-2024) - Diego Kurganoff.
- (2024-2025) - Andrés Boidi.
- (2025-Act) - Francisco Paravano.

### Comisión directiva actual
- Presidente: Francisco Paravano
- Vicepresidente 1.º: Damián Sudano
- Vicepresidente 2.º: José Francisco Ingaramo
- Secretario general: Carlos Martino Navarro
- Secretario legal y técnico: Silvia Paola Braga
- Secretario de Finanzas: Alejandro Boetto

Fuente: «Autoridades del período actual de Atlético de Rafaela».

## Hinchada

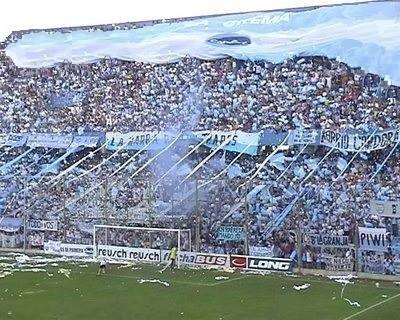
Hinchada y telón Atlético de Rafaela - (partido promoción contra GyELP).

Los hinchas de Rafaela son apodados "cremosos"/"celestes" por la denominación y el reconocimiento popular del club como "La Crema". La parcialidad se ubica en la tribuna popular de calle Víctor Manuel durante los partidos que Atlético Rafaela disputa como local.

### Rivalidades
Su clásico rival es 9 de Julio de su misma ciudad, aunque llevan muchos años sin enfrentarse debido a que se encuentran en diferentes categorías. En los últimos años de la Primera B Nacional, disputó algunos encuentros con gran rivalidad frente a Ben Hur también de Rafaela, debido a que este último había ascendido a dicha categoría.
En la provincia tiene una gran rivalidad con los clubes de la ciudad de Santa Fe, Unión y Colón, con los clubes de la ciudad de Rosario, Newell's y Central y además con los equipos de la provincia de Córdoba, Belgrano y Talleres. También mantiene menor rivalidad con el Gimnasia y Esgrima La Plata. Esta última nace a partir de las promociones que debieron disputar ambos equipos en los años 2009 y 2010 en la pelea por la primera categoría.

## Apodos

### "La Crema"
El origen primitivo del apodo deviene del nivel social al que pertenecían los primeros fundadores del club. Sus primeros socios mostraban un alto estatus social por lo que más tarde comenzarían a ser denominados “cremosos”. Esto se debía en gran parte a que la mayoría mostraba un gran poder económico y adquisitivo. Así, se denominó a esta gente como "la crema" de la sociedad rafaelina.
Con el tiempo, los hinchas lo tomaron como una identificación propia y años después daría la casualidad que el patrocinador oficial de la institución sería SanCor para dar lugar a la confusión.

### Celeste
El apodo Celeste, o su apócope Cele, es debido al color más distintivo de la divisa de la institución. Con este sobrenombre suele denominarse además a sus planteles deportivos en las distintas disciplinas. Comparte este apodo con otros clubes que poseen el mismo color distintivo como Club Atlético Belgrano, Club Atlético Temperley, etc.

## Uniforme
- Uniforme titular: camiseta blanca con rayas verticales celeste, pantalón y medias blancas.
- Uniforme alternativo: camiseta azul con vivos celestes, pantalón azul y medias azul.

### Últimos diseños
- 2021-22

|  |  |  |

- 2019-20

|  |  |  |

- 2018-19

|  |  |  |  |

- 2017-18

|  |  |  |  |

- 2016

|  |  |  |

- 2014-15

|  |  |  |  |

- 2013-14

|  |  |  |  |

- 2012-13

|  |  |  |  |

- 2011-12

|  |  |  |

- 2010-11

|  |  |  |  |

- 2009-10

|  |  |  |  |

### Patrocinio
Las siguientes tablas detallan la cronología de las marcas de las indumentarias y los patrocinadores del Atlético de Rafaela.
| Período   | Proveedor         |
| --------- | ----------------- |
| 1980–1984 | Sportlandia       |
| 1985–1989 | Ferrari           |
| 1989–1993 | Uhlsport          |
| 1993–1996 | Reusch            |
| 1996–1997 | Team Foot         |
| 1997–2000 | Sport 2000        |
| 2000–2002 | Sport Tech        |
| 2002–2005 | Brisa             |
| 2005–2022 | Reusch            |
| 2022–     | AR (Marca Propia) |

| Período   | Proveedor                         |
| --------- | --------------------------------- |
| 1986–1990 | Paty                              |
| 1990—1992 | Pegamax                           |
| 1992–1994 | Canal 2 Rafaela                   |
| 1994–1996 | Milkaut                           |
| 1996—1997 | Bieckert                          |
| 1997–2000 | Milkaut                           |
| 2000–2002 | Inducol                           |
| 2002–2017 | SanCor                            |
| 2017–2018 | Fiambres La Casona                |
| 2018–2021 | Sancor Seguros                    |
| 2021–2024 | Sancor Seguros/BHY                |
| 2025–     | BHY/Calderas Fontanet/Induquimika |

## Estadio

### Estadio "Nuevo Monumental" Atlético Rafaela
El Estadio Nuevo Monumental se ubica en el Barrio Alberdi, Rafaela, Santa Fe, Argentina. Es popularmente conocido en Rafaela como Monumental de Barrio Alberdi y fue inaugurado el 12 de octubre de 1954, hasta que en el año 2004 se le realizaron importantes reformas para poder adaptar el estadio con las condiciones necesarias para un equipo de primera división. En él se disputan los partidos de fútbol que Atlético Rafaela juega como local. Cuenta con una capacidad de 20.660, con pasto natural.

## Primer Estadio

### El primer estadio (1907)
La primera cancha del equipo se localizó en un espacio de 100 m de largo por 70 m de ancho en avenida Santa Fe y las calles Belgrano, Las Heras e Intendente Giménez; el espacio fue arrendado durante dos años a 5 pesos mensuales. Por otro lado se conforma una Comisión de Finanzas destinada a recaudar fondos para la construcción de instalaciones definitivas, cambiándose la orientación del campo, construcción de tribunas y la instalación de una cancha de básquetbol ubicada sobre calle Dentesano. El 10 de octubre de 1953 la obra se inauguró con actos que se desarrollaron hasta el 12 de ese mes.

## Construcción Nuevo Monumental
Tras el segundo ascenso a la primera división en 2011, se inauguró una pequeña segunda bandeja que funciona como platea para el público visitante.
| 24 de agosto de 2003, 13:30 | Atlético de Rafaela | 1:1 | Colón          |                                                           |                                                           |
|                             | Juárez 35'          |     | Migliónico 64' | Asistencia: 15.000 espectadores Árbitro(s): Ángel Sánchez | Asistencia: 15.000 espectadores Árbitro(s): Ángel Sánchez |

### El segundo estadio (1914)
En 1914, el club alquiló un segundo predio donde hoy, en 2007, se encuentra el Colegio Nacional. El contrato fue por cuatro años y $ 10 mensuales.
En junio de ese año el campo de juego fue cercado por un alambrado de 2 m de alto, contenido por 114 postes de 2,70 m de altura. Además se colocaron 10 bancos para uso del público.
El Estadio Nuevo Monumental se ubica en el Barrio Alberdi, Rafaela, Santa Fe, Argentina. Es popularmente conocido en Rafaela como Monumental de Barrio Alberdi y fue inaugurado el 12 de octubre de 1954, hasta que en el año 2004-Actualmente  se le realizaron importantes reformas. Como las estructuras,luces,nombre del estadio,etc. En él se  Suele disputar los partidos de fútbol que Atlético Rafaela juega como local.
En 1921, por iniciativa del entonces presidente Octavio Zóbboli, la cuadra donde está actualmente el Estadio Monumental, marcada por las calles Urquiza, Primera Junta, Víctor Manuel y Dentesano, más la manzana donde hoy se encuentra la escuela Centenario (ex Escuela Normal). El predio tenía 210 m de norte a sur y 130 m de este a oeste.
El 1 de agosto de 1921 surge una propuesta para la compra de esos terrenos y se acuerda que la primera cuota sea de $ 10 000. El 9 de noviembre de ese mismo año, el presidente informa que el club tiene en caja $ 7.600, recaudados en la feria del 25 de mayo; que ya está en marcha la rifa de un automóvil Ford y que ya fueron solicitados $ 5.000 a la Municipalidad y $ 20.000 al Gobierno provincial por lo que se resuelve la adquisición del lugar.
En 1922, el club decide alambrar todo el predio. La cancha de fútbol estaba marcada de norte a sur con un arco del lado de calle Primera Junta y otro en Dentesano.
En 1923 se construye una tribuna para los espectadores del fútbol.
En 1925, el Banco Provincial de Santa Fe aprueba un préstamo hipotecario de $ 35.000, dinero que permite escriturar y saldar la deuda de los terrenos que actualmente ocupa en barrio Alberdi.
Había que remodelar el campo de deportes, porque para la construcción de las tribunas de cemento, el campo de juego debía cambiar de orientación. Ya no estaría orientado de norte a sur. Nació la actual fisonomía del estadio, puesto de este a oeste, con un arco sobre calle Urquiza y el otro sobre calle Víctor Manuel, con la figura del frontón cubierto como parte de la escenografía desde ya hacía una década.
Ya con el campo de juego se iniciaron las obras: la tribuna de cemento que cubre el lateral norte del estadio y que da espaldas al Colegio Normal. Luego de mucho tiempo de trabajo se concluyó esa enorme tribuna y se realizó también la cancha de básquetbol, orientada de la misma forma que la de fútbol y ubicada sobre calle Dentesano. Se le construyó además una tribuna de cemento. Con la llegada del Gimnasio Arquitecto Lucio Casarín, llegarían también los palcos. Acaso como una loca presunción del propio Casarín que decidió pautarlos a futuro, porque imaginaba a su Atlético jugando por cosas importantes y necesitando de una mayor capacidad que la que le daba la enorme tribuna que daba sobre calle Primera Junta.
El 10 de octubre de 1953 la obra se inauguró con actos que se desarrollaron hasta el día 12, cuando luego de la actuación de la banda militar del Liceo General Belgrano de Santa Fe, Atlético enfrentó a Platense. El vibrante partido amistoso que estrenó el Monumental lo ganó el "Calamar" 5:3.
El estadio Nuevo Monumental tiene una capacidad para 14.660 espectadores.

### La iluminación artificial
La noche del 13 de febrero de 1965, se inauguró la iluminación del Estadio Monumental de Barrio Alberdi. El moderno sistema lumínico adquirido fue para la época toda una novedad.
Esa misma noche, para estrenar el sistema de luz artificial, se enfrentaron los primeros equipos de Atlético Rafaela y Atlanta, que llegó a Rafaela con el elenco que militaba en la Primera División de AFA. El partido lo ganó Atlanta 5:2.

### Partido de reinauguración
En el año 2003 se le realizaron importantes reformas, con vistas al reciente ascenso del club a la Primera División Argentina. Se reinauguró el 24 de agosto de 2003 en el empate con Colón de Santa Fe por 1 a 1. El autor del primer gol en el nuevo estadio fue Iván Juárez.
El 3 de marzo de 2004 se inauguraron algunas reformas con un partido con Colón de Santa Fe (empate 1:1), con vistas al reciente ascenso del club a la Primera División Argentina.
En el año 2011 se realizaron varias remodelaciones, que incluyeron una platea visitante sobre la tribuna visitante, y una remodelación de palcos en el sector local. Estas refacciones se hicieron para acondicionar la cancha a las exigencias de la Primera División.

## Polideportivo
El club cuenta con un complejo polideportivo ubicado en el autódromo. Allí se desarrollan todas las actividades, desde el fútbol profesional a las divisiones formativas que cuentan con una gran cantidad de canchas (15 en total) para realizar sus prácticas semanales. Cuenta con al menos cuatro sectores dentro de las distintas áreas de actividades:
- 10 canchas de fútbol reglamentarias y con cercos perimetrales. Dos de ellas son utilizadas para concretar los partidos oficiales de División Reserva e Inferiores de AFA, además de cotejos de la Liga Rafaelina de Fútbol. Dentro de las cercanías de ambas se encuentran todas las dependencias de servicios necesarias como: vestuario local, visitante y árbitros, sala de enfermería, comedor, gimnasio de musculación, entre otras. La primera división practica en tres campos de juegos especialmente equipados y adecuados para todas las exigencias del fútbol profesional, desde el corte de césped y el riego automático hasta los sectores específicos para entrenamiento de arqueros.
- Un segundo sector está compuesto por el natatorio que es base de la Colonia de Verano, con un gran parque y quincho. En esta área también está el Frontón cubierto inaugurado en el año 2012, las cancha de Hockey sobre césped femenino y las canchas de paddle, básquet y vóley playero.
- Un tercer sector, histórico, es el de Tiro a la Hélice, más alejado y ubicado en el sector Norte y donde se puede practicar este deporte a cielo abierto.
- Un cuarto sector es el de Fútbol Infantil. Es el más reciente; se encuentra detrás de la zona de boxes, con dos canchas reglamentarias, cerco perimetral, quincho y vestuarios. Las categorías menores que compiten en Liga Rafaelina de Fútbol utilizan ese predio cada semana.

## Instalaciones

### Casa Celeste
Se trata del alojamiento oficial del Club para los jóvenes que compiten en el torneo de AFA. A comienzos de agosto de 2014 la residencia Casa Celeste se trasladó a un nuevo inmueble denominado “Hotel El Castillo” ubicado en la intersección de Bv. Lehmann y Ernesto Salva. Esta propiedad aporta un gran valor simbólico para la historia de Rafaela y se adecua estructuralmente a los tiempos modernos y las necesidades del club.
Tiene capacidad para recibir un total de 40 jugadores en sus 14 confortables habitaciones, distribuidas en tres plantas y equipadas con televisión, sommier, baño privado, refrigeración y calefacción central. También posee espacios integradores como el patio posterior y halls centrales en la planta baja y alta, además de la cocina, el salón comedor y las cocheras.
El edificio fue construido a mediados del siglo pasado y marcaba el límite norte de la ciudad, por lo que además de las comodidades su ubicación es estratégica ya que posiciona a los chicos muy cerca del autódromo que es el lugar habitual de entrenamiento.
Su mentor fue José Foti, un inmigrante italiano que en su país de origen había aprendido la técnica para la fabricación de pólvora, actividad que continuó en Rafaela.

### Gimnasios
Gimnasio N.º 1
Con ingreso principal por Dentesano 450, es una de las obras emblemáticas dentro de la infraestructura edilicia de Atlético de Rafaela. Concebida y construida bajo la conducción del Arquitecto Lucio Casarín, deportista y dirigente que perdiera la vida en un trágico accidente ocurrido en la recta principal del autódromo. Allí se encuentra el estadio de básquetbol que cuenta con un moderno piso flotante, tal como lo exige la alta competencia, con sus tribunas de cemento y el característico escenario que está sobre el sector Este.
Gimnasio N.º 2
Es una de las instalaciones si se quiere más recientes. Ubicado en la esquina de Dentesano y Víctor Manuel, el Gimnasio N.º 2 es otra de las obras que dejó como herencia el arquitecto Lucio Casarín. Y llegó para cubrir las necesidades de varias disciplinas como gimnasia artística, gimnasia deportiva, patín artístico y vóley. Asimismo, algunas categorías menores de basketball realizan sus prácticas también allí.

## Jugadores

### Plantel 2025
- Actualizado el 4 de julio de 2025

- Los equipos argentinos están limitados a tener un cupo máximo de seis jugadores extranjeros, aunque solo cinco podrán firmar la planilla del partido

#### Altas
| Invierno            |                |                         |                      |
| Fernando Ponce      | Defensa        | Colegiales              | Libre                |
| Braian Miranda      | Centrocampista | All Boys                | Libre                |
| Derlis Aquino       | Delantero      | Deportivo Xinabajul     | Libre                |
| Ijiel Protti        | Delantero      | Tigre                   | Libre                |
| Verano              |                |                         |                      |
| Gabriel Fernández   | Defensa        | Sarmiento de La Banda   | Libre                |
| Matías Martínez     | Defensa        | Sportivo Las Parejas    | Libre                |
| Lisandro Morales    | Defensa        | Unión de Santa Fe       | Préstamo             |
| Roque Ramírez       | Defensa        | Nueva Chicago           | Libre                |
| Nicolás Utrera      | Defensa        | Colón de Santa Fe       | Préstamo             |
| Facundo Affranchino | Centrocampista | Olimpo de Bahía Blanca  | Libre                |
| Santiago Colombatti | Centrocampista | 9 de Julio de Rafaela   | Regresa del préstamo |
| Marcos Fernández    | Centrocampista | Santamarina de Tandil   | Libre                |
| Agustín Pastorelli  | Centrocampista | Nueva Chicago           | Libre                |
| Thomas Rojas        | Centrocampista | Quilmes                 | Préstamo             |
| Facundo Soloa       | Centrocampista | Kifisia                 | Regresa del préstamo |
| Nicolás Varela      | Centrocampista | Atlético Paraná         | Regresa del préstamo |
| Agustín Alfano      | Delantero      | Atlético Paraná         | Regresa del préstamo |
| Matías Castro       | Delantero      | Deportivo Morón         | Libre                |
| Ciro Leineker       | Delantero      | Sportivo Las Parejas    | Regresa del préstamo |
| Manuel Liendo       | Delantero      | Cipolletti de Río Negro | Libre                |
| Tadeo Marchiori     | Delantero      | Gimnasia y Esgrima (M)  | Libre                |
| Santiago Moracci    | Delantero      | FK Jezero               | Libre                |

#### Bajas
| Invierno          |                |                               |                       |
| Manuel Liendo     | Delantero      | Retiro                        | Rescisión de contrato |
| Santiago Moracci  | Delantero      | Boca Unidos de Corrientes     | Rescisión de contrato |
| Verano            |                |                               |                       |
| Tomás Androetto   | Defensa        | Quilmes de Villa Allende      | Rescisión de contrato |
| Iván Bravo        | Defensa        | Brown de Puerto Madryn        | Rescisión de contrato |
| Rodrigo Colombo   | Defensa        | Sport Boys                    | Rescisión de contrato |
| Kevin Jappert     | Defensa        | Barracas Central              | Traspaso              |
| Nicolás Kozlovsky | Defensa        | Racing                        | Fin del préstamo      |
| Gustavo Navarro   | Defensa        | Agente libre                  | Rescisión de contrato |
| Francisco Oliver  | Defensa        | Curicó Unido                  | Rescisión de contrato |
| Franco Quiroz     | Defensa        | San Telmo                     | Fin del préstamo      |
| Emiliano Agüero   | Centrocampista | Agente libre                  | Rescisión de contrato |
| Jonás Aguirre     | Centrocampista | Gimnasia y Tiro de Salta      | Rescisión de contrato |
| Augusto Berrondo  | Centrocampista | Central Norte de Salta        | Fin del préstamo      |
| Matías Fissore    | Centrocampista | Güemes de Santiago del Estero | Rescisión de contrato |
| Juan Galeano      | Centrocampista | Deportivo Madryn              | Rescisión de contrato |
| Alejo Macellari   | Centrocampista | Agente libre                  | Fin de contrato       |
| Matías Pardo      | Centrocampista | Patronato de Paraná           | Rescisión de contrato |
| Ricardo Dichiara  | Delantero      | Talleres (RdE)                | Rescisión de contrato |
| Valentino Gandín  | Delantero      | Barracas Central              | Fin de contrato       |
| Gianluca Pugliese | Delantero      | Platense                      | Fin del préstamo      |
| Iván Sandoval     | Delantero      | Deportivo Maipú               | Rescisión de contrato |
| Bautista Tomatis  | Delantero      | Racing de Montevideo          | Traspaso              |
| Patricio Vidal    | Delantero      | Atlético Vinotinto            | Rescisión de contrato |

#### Cesiones
| Jugador            | Posición       | Destino                   | Fin del préstamo |
| ------------------ | -------------- | ------------------------- | ---------------- |
| Agustín Grinovero  | Guardameta     | San Martín de Mendoza     | 31-12-2025       |
| Alejo Ceccherini   | Centrocampista | 9 de Julio de Rafaela     | 31-12-2024       |
| Brian Goro         | Centrocampista | Libertad de Sunchales     | 28-02-2025       |
| Alex Luna          | Centrocampista | Instituto de Córdoba      | 31-12-2025       |
| Marco Rossi        | Centrocampista | Don Bosco de Paraná       | 28-02-2025       |
| Diego Taborda      | Centrocampista | Don Bosco de Paraná       | 28-02-2025       |
| Santiago Varela    | Centrocampista | Sportivo Norte de Rafaela | 28-02-2025       |
| Gino Albertengo    | Delantero      | San Luis de Quillota      | 31-12-2025       |
| Agustín Bianciotti | Delantero      | Central Norte de Salta    | 31-12-2025       |
| Valentín Luciani   | Delantero      | Tacuarembó                | 31-12-2025       |
| Francesco Toldo    | Delantero      | San Telmo                 | 31-12-2025       |

### Inferiores
Algunos nombres que han salido de Atlético de Rafaela son: Germán Rodríguez, Rodrigo Depetris, Lucas Albertengo, Nicolás Schiavi, Joel Sacks, Alexis Niz, Franco Jominy, Leonardo Godoy, Ignacio Pusseto, Rodrigo Colombo, Axel Werner, Guillermo Sara o Marcelo Barovero.[cita requerida]
En los últimos años la cantera ha tenido grandes frutos ya que jugadores como Axel Werner, Nicolás Schiavi o Marco Borgnino han sido llamados a Selección Nacional de Argentina sub-17. En 2013 Werner participó en el mundial de fútbol sub-17 en Emiratos Árabes Unidos. El portero Ramiro Macagno también fue convocado por la Selección Nacional Argentina Sub-20 y fue titular en el Sudamericano que se llevó a cabo en Quito (Ecuador) en el 2017.[cita requerida]

## Datos del club

### Temporadas
- Temporadas en Primera División: 8 (2003/04 y 2011/12-2016/17)
- Temporadas en Primera B Nacional: 27 (1989/90-2002/03, 2004/05-2010/11 y 2017/18-2024)
- Temporadas en Federal A: 1 (2025-)
- Temporadas en Torneo del Interior: 1 (1988/89)[15]
- Temporadas en Torneo Regional: 3 (1981/82 - 1982/83 - 1983/84)
- Mejor puesto en Primera División: 8.º Torneo Inicial 2013
- Peor puesto en Primera División: 19.º Torneo Apertura 2003
- Ubicación en la tabla histórica de Primera División: 37.º
- Ubicación en la tabla histórica de Primera B Nacional: 2.º
- Máximo goleador en Primera División: Darío Gandín (22 goles)
- Máximo goleador en Primera B Nacional: Gonzalo del Bono (58 goles)
- Jugador con más partidos: Ivan Juárez (312 presencias)[16]
- Ascensos y Descensos
  -  En 1989 a Primera B Nacional
  -  En 2003 a Primera División Argentina
  -  En 2004 a Primera B Nacional
  -  En 2011 a Primera División Argentina
  -  En 2017 a Primera B Nacional
- Mayor goleada conseguida
  - Primera División: 5:3 a Argentinos Juniors en 2012.
  - Primera División: 4:0 a Gimnasia y Esgrima (LP) en 2003.
  - Primera B Nacional: 7:1 a Club Deportivo Morón en 1994
  - Primera B Nacional: 7:0 a Nueva Chicago en 1995.
  - Primera B Nacional: 6:0 a Gimnasia de Jujuy en 2010.
  - Primera B Nacional: 5:1 a Comisión de Actividades Infantiles en 2011.
- Mayor goleada recibida
  - Primera División: 1:6 a Arsenal de Sarandí en 2014.[17]
  - Primera B Nacional: 0:5 vs Atlético Tucumán en 1994.
  - Primera B Nacional: 0:5 vs Ferro Carril Oeste en 2009
  - Primera B Nacional: 1:5 vs Gimnasia y Esgrima (M) en 2020

| Temporada 2003-04  | 15° | 38  | 10 | 13 | 15  | 44  | 52  |
| Temporada 2011-12  | 10° | 38  | 14 | 8  | 16  | 48  | 50  |
| Temporada 2012-13  | 15° | 38  | 10 | 13 | 15  | 41  | 51  |
| Temporada 2013-14  | 14° | 39  | 13 | 13 | 13  | 48  | 53  |
| Transición 2014    | 13° | 19  | 7  | 4  | 8   | 25  | 29  |
| Campeonato 2015    | 29° | 30  | 4  | 11 | 15  | 29  | 51  |
| Campeonato 2016    | 30° | 16  | 2  | 3  | 11  | 14  | 32  |
| Campeonato 2016-17 | 17° | 30  | 10 | 7  | 13  | 31  | 30  |
| Total              | 0º  | 248 | 70 | 72 | 106 | 280 | 348 |

| Nacional B 1988-89   | Octavos de Final | 2    | 0   | 0   | 2   | 4    | 7    |
| Nacional B 1989-90   | 6°               | 46   | 16  | 17  | 13  | 59   | 56   |
| Nacional B 1990-91   | 11°              | 44   | 17  | 9   | 18  | 53   | 51   |
| Nacional B 1991-92   | 18°              | 42   | 8   | 19  | 15  | 24   | 43   |
| Nacional B 1992-93   | 11°              | 42   | 12  | 19  | 11  | 44   | 39   |
| Nacional B 1993-94   | 13°              | 42   | 13  | 16  | 13  | 52   | 50   |
| Nacional B 1994-95   | 2°               | 46   | 22  | 13  | 11  | 71   | 42   |
| Nacional B 1995-96   | 9°               | 42   | 18  | 10  | 14  | 61   | 56   |
| B Nacional 1996-97   | 11°              | 42   | 15  | 13  | 14  | 66   | 68   |
| B Nacional 1997-98   | 8°               | 44   | 14  | 12  | 18  | 58   | 60   |
| B Nacional 1998-99   | 6°               | 34   | 13  | 9   | 12  | 53   | 45   |
| B Nacional 1999-00   | 3°               | 36   | 17  | 7   | 12  | 46   | 39   |
| B Nacional 2000-01   | 8°               | 32   | 13  | 6   | 13  | 48   | 47   |
| B Nacional 2001-02   | 8°               | 42   | 18  | 8   | 16  | 67   | 61   |
| B Nacional 2002-03   | Campeón          | 38   | 22  | 11  | 5   | 63   | 42   |
| B Nacional 2004/05   | 5°               | 44   | 19  | 12  | 13  | 66   | 59   |
| B Nacional 2005/06   | 9°               | 38   | 13  | 14  | 11  | 46   | 46   |
| B Nacional 2006/07   | 4°               | 40   | 19  | 12  | 9   | 53   | 34   |
| B Nacional 2007/08   | 8°               | 38   | 14  | 11  | 13  | 49   | 44   |
| B Nacional 2008/09   | 3°               | 40   | 18  | 11  | 11  | 50   | 42   |
| B Nacional 2009/10   | 3°               | 40   | 19  | 9   | 12  | 54   | 38   |
| B Nacional 2010/11   | Campeón          | 38   | 23  | 8   | 7   | 65   | 26   |
| B Nacional 2017/18   | 7°               | 25   | 9   | 10  | 6   | 34   | 22   |
| B Nacional 2018/19   | 17°              | 24   | 7   | 5   | 12  | 23   | 25   |
| 1.ª Nacional 2019/20 | 6° ZB            | 21   | 7   | 7   | 7   | 27   | 30   |
| 1.ª Nacional 2020    | 2° ZB            | 9    | 4   | 3   | 2   | 15   | 12   |
| 1.ª Nacional 2021    | 15° ZB           | 34   | 9   | 10  | 15  | 34   | 37   |
| 1.ª Nacional 2022    | 29°              | 36   | 8   | 14  | 14  | 40   | 43   |
| 1.ª Nacional 2023    | 5° ZB            | 37   | 15  | 13  | 9   | 39   | 31   |
| 1.ª Nacional 2024    | 18° ZB           | 38   | 6   | 12  | 20  | 24   | 43   |
| Total                | 27º              | 1076 | 408 | 320 | 348 | 1388 | 1238 |

| Torneo Regional 1982        | 2° Grupo 6   | 6  | 1  | 3  | 2 | 3  | 5  |
| Torneo Regional 1983        | 2° Grupo 6   | 12 | 7  | 3  | 2 | 22 | 11 |
| Torneo Regional 1984        | 1ª Ronda     | 6  | 4  | 1  | 1 | 11 | 10 |
| Torneo del Interior 1988-89 | Ascenso      | 18 | 13 | 5  | 0 | 44 | 9  |
| Torneo Federal A 2025       | Disputándose | 13 | 7  | 3  | 3 | 17 | 12 |
| Total                       | -            | 55 | 32 | 15 | 8 | 97 | 47 |

| Liga Santafesina 1931 | 5° | 10 | 3  | 1 | 6  | 17  | 23 |
| Liga Santafesina 1932 | 3° | 16 | 10 | 0 | 6  | 33  | 21 |
| Liga Santafesina 1933 | 5° | 16 | 6  | 5 | 5  | 23  | 18 |
| Liga Santafesina 1934 | 5° | 21 | 8  | 1 | 12 | 30  | 20 |
| Total                 | -  | 63 | 27 | 7 | 29 | 103 | 82 |

| Liga Rafaelina 1935      | 3° | 8  | 5  | 1 | 2 | 17  | 11 |
| Liga Rafaelina 1946      | 1° | 23 | 13 | 4 | 5 | 83  | 40 |
| Liga Rafaelina 1975      | 1° | 16 | 12 | 3 | 1 | ?   | ?  |
| Liga Rafaelina 1936-1988 | 0° | -  | -  | - | - | -   | -  |
| Total                    | -  | 47 | 30 | 8 | 8 | 100 | 51 |

| Copa 1969 - 1970       | No clasificó     | -  | -  | - | - | -  | -  |
| Copa Argentina 2011/12 | Octavos de final | 3  | 1  | 2 | 0 | 2  | 0  |
| Copa Argentina 2012/13 | Octavos de final | 3  | 2  | 0 | 1 | 3  | 4  |
| Copa Argentina 2013/14 | Semifinal        | 4  | 2  | 1 | 1 | 3  | 3  |
| Copa Argentina 2014/15 | Octavos de final | 3  | 1  | 1 | 1 | 6  | 3  |
| Copa Argentina 2015/16 | 16.º de final    | 2  | 0  | 2 | 0 | 4  | 4  |
| Copa Argentina 2016-17 | 16° de final     | 2  | 1  | 0 | 1 | 3  | 4  |
| Copa Argentina 2017-18 | Octavos de final | 3  | 2  | 0 | 1 | 6  | 4  |
| Copa Argentina 2018-19 | 32° de Final     | 1  | 0  | 1 | 0 | 1  | 1  |
| Copa Argentina 2019-20 | 32° de Final     | 1  | 0  | 1 | 0 | 0  | 0  |
| Copa 2022 - 2023       | No Clasificó     | -  | -  | - | - | -  | -  |
| Copa Argentina 2024    | 16° de Final     | 2  | 1  | 0 | 1 | 2  | 2  |
| Total                  | 10/14            | 24 | 10 | 8 | 6 | 30 | 25 |

| Copa Santa Fe 2016 | Cuartos de final | 3  | 1  | 1 | 1  | 7  | 2  |
| Copa Santa Fe 2017 | Subcampeón       | 6  | 3  | 1 | 2  | 7  | 5  |
| Copa Santa Fe 2018 | Cuartos de final | 3  | 1  | 1 | 1  | 5  | 4  |
| Copa Santa Fe 2019 | Octavos de final | 1  | 0  | 0 | 1  | 0  | 1  |
| Copa Santa Fe 2022 | Semifinal        | 5  | 3  | 0 | 2  | 7  | 5  |
| Copa Santa Fe 2023 | Octavos de final | 3  | 1  | 0 | 2  | 2  | 3  |
| Copa Santa Fe 2024 | Semifinal        | 3  | 1  | 1 | 1  | 2  | 2  |
| Copa Santa Fe 2025 | Disputandose     | 1  | 0  | 1 | 0  | 0  | 0  |
| Total              | -                | 25 | 10 | 5 | 10 | 30 | 22 |

## Palmarés
- Se consideran únicamente títulos oficiales obtenidos por la primera división del club: Ligas regionales desde 1910 hasta 1988 y torneos AFA desde 1988 hasta la actualidad.

| Competiciones nacionales | Títulos          | Subcampeonatos |
| ------------------------ | ---------------- | -------------- |
| Segunda División (2)     | 2002-03, 2010-11 | 1994-95        |
| Tercera División (1)     | 1988-89          |                |

| Competiciones provinciales | Títulos | Subcampeonatos |
| -------------------------- | ------- | -------------- |
| Copa Santa Fe (0/1)        |         | 2017           |

| Competiciones locales                       | Títulos                                                                                                | Subcampeonatos |
| ------------------------------------------- | --- | -------------- |
| Liga Sancarlina de Football (1)             | 1910                                                                                                   |                |
| Asociación Amateurs Santafesina de Football | 1924 (Zona Rafaela)                                                                                    |                |
| Liga Rafaelina (17)                         | 1923, 1950, 1951, 1953, 1964, 1965, 1973, 1975, 1976, 1977, 1981, 1982, 1983, 1987, 1994, 1996 y 2013. |                |

## Automovilismo
El Autódromo Ciudad de Rafaela es un circuito de carreras de la República Argentina, iunaugurado en el año 1952. Es uno de los autódromos más antiguos del país y es reconocido ampliamente por su característica forma oval. Está ubicado a pocos kilómetros de la ciudad de Rafaela, provincia de Santa Fe y es propiedad de la Asociación Mutual Social y Deportiva Atlético Rafaela. El trazado N.º 2 lleva el nombre de Ing. Juan Rafael Báscolo, impuesto en homenaje a uno de los dirigentes que impulsaron el desarrollo de la actividad mecánica deportiva en Rafaela, sin embargo popularmente es más conocido como "El Óvalo de Rafaela". Posee tres variantes de trazados, siendo estas la principal, comprendida por dos rectas largas y dos curvones peraltados, la segunda, manteniendo la forma oval, pero agregando tres chicanas reductoras de velocidad (trazado muy utilizado por el Turismo Carretera) y la tercera, que ocupa la segunda mitad del circuito, utilizando un camino interno que lo atraviesa de recta a recta. En 1971 fue escenario de un hecho histórico, ya que por primera y única vez fue desarrollada una competencia de las "300 Millas de Indy", competencia que se corrió el día 28 de febrero de 1971 y en el que se estableció el récord absoluto de velocidad del circuito, siendo esta marca un récord difícil de quebrar durante muchos años.

### Historia
El actual trazado comenzó a construirse en 1952, con una pista de tierra compuesta por dos rectas de 1.477 metros y dos curvones de 844 m, y fue inaugurado con una competición de Turismo Carretera ganada por Juan Gálvez.
En 1966 se pavimentó y en 1971 se ensanchó y repavimentó con dos curvones circulares con una pendiente de 15% y un ancho de 18 m para la realización de las 300 Millas Indy por el Campeonato Nacional del USAC. El Turismo Carretera lo usa con tres o cuatro chicanas. Las categorías menores se saltean la primera curva, utilizando un mixto que conecta la recta principal con la recta opuesta.
El óvalo se volvió a utilizar en 2004 por el Turismo Competición 2000. La categoría, que utilizaba motores atmosféricos de cuatro cilindros, clasificó en el óvalo pero disputó la carrera en un trazado mixto. En 2005 celebró una carrera en el óvalo. La pole position la obtuvo Emiliano Spataro, quien giró los 4.624 metros en 1'07,166, a un promedio de velocidad de 247,859 km/h.
En 2012, la categoría adoptó el nombre Super TC2000 y motores atmosféricos V8, conservando la tracción delantera, y retornó al óvalo. Facundo Ardusso registró un tiempo de vuelta de 1'02,865 a un promedio de 264,796 km/h en una sesión de prácticas específica. Asimismo, Gabriel Ponce de León logró una velocidad punta de 306,383 km/h. En la clasificación y carrera se usaron solamente dos chicanas. La pole position de José María López fue de 1'16,108, a 219,799 km/h de velocidad promedio.